# Мінерально-сировинний комплекс України
Мінера́льно-сирови́нний ко́мплекс на рівні 1990 — 1991 років забезпечував 23 —25 % валового національного продукту. З добуванням та використанням корисних копалин пов'язано 48 % промислового потенціалу України і до 20 % її трудових ресурсів. Ці показники наближаються до показників розвинутих країн з потужною гірничодобувною промисловістю, де зосереджено від 20 до 40 % загальних інвестицій та до 20 % трудових ресурсів.
Державним балансом запасів на 1 січня 2001 p. враховано близько
- 8 тисяч родовищ
- 96 видів корисних копалин,
- 3 349 родовищ освоєно промисловістю
- понад 2 000 гірничодобувних підприємств функціонують на їх базі.

Вартість розвіданих запасів з розрахунку на душу населення України становить близько $150 тис., а за оцінками західних експертів — понад $200 тис.. Більш як третину експортного виторгу Україна отримувала від реалізації мінерально-сировинної продукції.
Деякі корисні копалини України представлені унікальними за запасами і якістю сировини родовищами, які розташовані у досить сприятливих умовах для створення гірничопромислових комплексів.
На початку 1990 років МСК України забезпечував 23-25 % валового національного доходу і третину валютних надходжень від експорту. З видобутком і використанням корисних копалини було пов'язано 48 % промислового потенціалу країни і до 20 % її трудових ресурсів, працювало близько 400 шахт, 1100 кар'єрів, десятки гірничо-збагачувальних комбінатів, нафто- і газовидобувних комплексів. Річний випуск продукції гірничовидобувного комплексу в 1990 році становив 20,1 млрд дол. США. На початку XX ст. з мінеральними ресурсами і продуктами їх переробки пов'язано 42 % ВВП і 60 % валютних надходжень від експорту.

## Основні копалини
В Україні у значних обсягах ведеться добування
- вугілля

кам'яного вугілля (до 2 % світового)
- руд

залізних (4 %),марганцевих (10 %) руд, урану, титану, цирконію, германію, графіту (4 %), каоліну (18 %), брому, охри,
- нерудних корисних копалин

нерудної металургійної сировини (кварцитів, флюсових вапняків і доломітів),
- хімічної сировини

самородної сірки, кам'яних та калійних солей,
- облицювального каменю

гранітів, габро, лабрадоритів та ін.; скляного піску тощо.
Із надр держави вилучається вуглеводнева сировина, буре вугілля, торф, цементна сировина, тугоплавкі та вогнетривкі глини, сировина для виробництва будматеріалів, йод, бром, різноманітні мінеральні води, дорогоцінне та коштовне каміння, п'єзокварц та інші.
У відносно незначних обсягах добуваються нікелеві руди, золото, скандій, гафній, бурштин, цеоліти, фосфатна сировина тощо.
З різним рівнем детальності вивчено родовища нетрадиційних для України корисних копалин — хрому, свинцю, цинку, міді, молібдену, берилію, літію, танталу, ніобію, рідкісних земель, плавикового шпату, апатиту, горючих сланців, бішофіту тощо.

## Умови розвитку сировинної бази
В умовах сьогодення темпи і масштаби відтворення власної мінерально-сировинної бази не задовольняють потреби держави. Через нестачу коштів обсяги геологорозвідувальних робіт скоротились у 3 — 4 рази. Тому починаючи з 1994 року приріст розвіданих запасів більшості найважливійших корисних копалин не компенсує їх видобуток. Наслідки невиваженої політики минулого вже нині негативно позначаються на ефективності економіки. Аналіз стану справ та прогнозні оцінки свідчать, що у недалекому майбутньому ситуація може ще більше ускладнитися. Нестача окремих видів власної сировини прогресуватиме, якщо вже зараз не вжити рішучих заходів.

## Імпортована сировина
Крім традиційного імпорту деяких кольорових та рідкісних металів, коксівного вугілля, магнезиту, плавикового шпату, може виникнути потреба ввезення сировини, яка раніше навіть вивозилась із України (самородна сірка, високоякісні флюси тощо).

## Перспективні поклади
За останні роки підтверджено реальні можливості щодо подальшого приросту запасів вуглеводнів, відкриття і розвідки родовищ нових для України корисних копалин — золота, хрому, міді, свинцю, цинку, молібдену, рідкісних та рідкісноземельних елементів, літію, ніобію, танталу, фосфоритів, флюориту, каменесамоцвітної сировини та деяких інших.
Саме в них існує гостра потреба, пов'язана з необхідністю створення умов, за яких збільшиться експортний потенціал держави.